# 拉坎帕纳
拉坎帕纳，是西班牙安达卢西亚自治区塞维利亚省的一个市镇。 总面积126平方公里，总人口5003人（2001年），人口密度40人/平方公里。